# Jekatěrina Slojevová
Jekatěrina Slojevová (rusky Екатерина Слоева; * 23. května 1999 Irkutsk, Rusko) je rusko-běloruská rychlobruslařka.
Do poloviny roku 2019 závodila za Rusko, do reprezentace se ale nedostala; startovala pouze na národních závodech. Po přestěhování s matkou začala v roce 2019 reprezentovat Bělorusko, roku 2020 debutovala ve Světovém poháru neoseniorů. V lednu 2021 začala závodit v seniorském Světovém poháru. Na Mistrovství Evropy 2022 získala v týmovém sprintu stříbrnou medaili. Startovala na ZOH 2022 (1000 m – 21. místo, 1500 m – 16. místo, stíhací závod družstev – 7. místo).
Její matkou je rychlobruslařka Oxana Ravilovová, otcem rychlobruslařský trenér Sergej Slojev.